# Цимдин, Ян Алексеевич
Ян Алексеевич Ци́мдин (Цимдиньш, латыш. Jānis Cimdiņš; 13 [26] апреля 1894[уточнить], Гоппенгоф, Валкский уезд, Лифляндская губерния, Российская империя — дата смерти неизвестна) — участник Гражданской войны, советский государственный деятель, председатель Главного Суда Киргизской АССР (1929—1931).

## Биография
В 1915 году был мобилизован в российскую армию, рядовой учебной команды 2-го запасного пехотного полка (г. Фридрихсгам), Финляндия; в июне 1916 года перешёл в учебную команду Латышского запасного пехотного полка (г. Юрьев), в октябре того же года, после окончания «учебки», с маршевой ротой убыл в г. Вольмар — помощником командира взвода. В 1916—1917 годах — командир отделения учебной команды Латышского запасного полка, с июня 1917 года — рядовой 7-й роты 7-го Бауского Латышского пехотного полка в боях под Ригой, выборный член ротного контрольно-хозяйственного совета. В октябре 1917 года откомандирован в комендантскую команду 38-го Туркестанского полка (г. Вольмар).
Латыш. Член РКП(б) с 1918 года, был принят политотделом 4-й стрелковой дивизии 16 армии.
В середине февраля 1918 года убыл в краткосрочный отпуск на родину и самодемобилизовался, работал плотником.
В 1918—1919 годах — заведующий лесным подотделом Оппенского совета депутатов, в марте-мае 1919 г. — товарищ председателя и заведующий лесным подотделом Ново-Лайценского волисполкома, в мае-июне 1919 г. отступил с частями РККА в г. Великие Луки, где был призван по партмобилизации в РККА.
- июнь-сентябрь 1919 года — рядовой, канонир 2-й батареи полевого тяжелого артдивизиона 4-й стрелковой дивизии 15 армии,
- август-ноябрь 1919 года — младший переписчик штаба тяжелого артдивизиона,
- 1919—1920 годы — старший переписчик штаба тяжелого артдивизиона,
- апрель-сентябрь 1920 года — военный следователь отдела РВТ 4-й стрелковой дивизии,
- сентябрь-ноябрь 1920 года — заместитель члена коллегии РВТ 4-й стрелковой дивизии.

В январе 1921 года был откомандирован в Революционный Военный Трибунал (РВТ) Западного фронта, затем — в РВТ РСФСР и РВТ Туркфронта. В марте-ноябре 1921 года — член коллегии отдела РВТ Туркестанского фронта в 4-й Туркестанской стрелковой дивизии и управлении войск Семиреченской области. Участник боёв на Польском фронте.
С ноября 1921 года — член коллегии-заведующий следственной частью Семиреченского областного ревтрибунала.
- 1922—1923 годы — заместитель председателя Семиреченского/Джетысуйского областного ревтрибунала,
- 1924 год — член Джетысуйского областного суда, затем — помощник прокурора Джетысуйской области по Пишпекскому уезду,
- 1924—1925 годы — помощник прокурора Кара-Киргизской АО по Пишпекскому уезду,
- 1925 год — заместитель председателя Главного суда Каракалпакской автономной области,
- 1925—1928 годы — член президиума Киргизской областной контрольной комиссии,
- 1929—1931 годы — председатель Главного Суда Киргизской АССР.

С 1931 года — главный арбитр при СНК Киргизской АССР. В 1933—1934 годы входил в состав Киргизской областной комиссии по чистке партии.
Затем — второй секретарь Ат-Башинского районного комитета ВКП(б) (Киргизская АССР).
Член ЦИК Киргизии (1927—1929).